# Swarley
Swarley är det sjunde avsnittet av andra säsongen av TV-serien How I Met Your Mother. Det hade premiär på CBS den 6 november 2006.

## Sammandrag
Marshall går på sin första riktiga dejt efter Lily. Barney blir kallad för Swarley, vilket han inte uppskattar. 

## Handling
Marshall, Ted och Barney går till ett kafé, där Ted upptäcker att tjejen som jobbar där har ritat ett hjärta bredvid Marshalls namn på hans kaffemugg. Eftersom hon dessutom alltid skrattar åt Marshalls återkommande skämt om pumpor drar de slutsatsen att hon är förälskad i honom. Mycket riktigt skriver hon sitt telefonnummer på en kopp "pumpa-latte" till Marshall, som han inte ens har beställt.
När Marshall senare presenterar tjejen, som heter Chloe, för Ted och Barney på deras stammisbar säger de att hon har "galna ögon". Det ska enligt dem tyda på att hon är mentalt instabil. Både Ted och Barney har dåliga erfarenheter av tjejer med "galna ögon". Marshall bryr sig emellertid inte om dem utan tänker fortsätta träffa Chloe.
Nästa dag ringer Chloe medan Marshall skriver ett prov. Hon säger att hon förföljs på gatan av en puckelryggig haltande man. Marshall börjar tänka att hon kanske ändå är galen. När de senare befinner sig i Marshalls lägenhet märker han att ett inramat foto av honom och Lily är krossat. Han tror att Chloe har krossat det. Marshall blir ännu mer misstänksam och försöker ta en noggrann titt på Chloes ögon.
Plötsligt dyker Lily fram i soffan där de sitter. Hon har gömt sig i lägenheten och lämnar den nu så fort hon kan efter att ha gjort bort sig. Hon sätter sig på trappan utanför porten och gråter.
Marshall kommer ner. Han får höra av Lily att det var hon som var utklädd till puckelryggig haltande man och följde efter Chloe, i syfte att se hur hon såg ut. Det var också Lily som råkade göra sönder ramen till fotografiet. När hon gömde sig blev hon så desperat när Marshall kom nära Chloe att hon störtade emellan.
Marshall inser att Lily är den galnaste tjej han har träffat - och att han vill vara tillsammans med henne igen. De försonas och möter Ted och Barney. Sedan går de till stammisbaren en stund, innan de går tillbaka till lägenheten. Där har den övergivna Chloe ställt till stor oreda, vilket får gänget att dra slutsatsen att "galna ögon"-teorin stämmer. 
Barney får under hela avsnittet heta "Swarley", eftersom Chloe råkar skriva fel namn när de är på kaféet. Hans nya smeknamn återkommer i olika varianter.

## Kulturella referenser
- Kaféet som killarna sitter på är inrett på samma sätt som kaféet i tv-serien Friends, som How I Met Your Mother återkommande har jämförts med. Man gör en blinkning till jämförelsen när Barney säger: "Att hänga på ett kafé är inte i närheten av lika roligt som att hänga i en bar."
- Marshall och Ted pratar om Billy Joel. Senare visar Chloe Marshall att hon kan hela texten till hans låt We Didn't Start the Fire.
- När Barney går in på baren i slutscenen och alla ropar "Swarley!" är det en referens till tv-serien "Skål". I den brukade alla bargäster ropa "Norm!" varje gång karaktären Norm Peterson kom in. Bartendern Carl spelar ledmotivet till "Skål" på en bandspelare, kameravinkeln växlar till samma som i "Skål" och eftertexterna skrivs ut i samma typsnitt som "Skål" använde (Cooper Black).
- Barney kallar Robin "Monica Rolandsky", en ordlek med den före detta Vita huset-praktikanten Monica Lewinsky.
- Ted ringer till baren och frågar efter "Swarles Barkley", en ordlek med basketspelaren Charles Barkley.